# 青島刃
青島 刃（あおしま やいば）は、日本の男性声優。主にアダルトゲームに声をあてている。

## 出演作品

### ゲーム
- あかね色に染まる坂（杉下清次郎）
- あるすまぐな! -ARS:MAGNA-（荒井英彦[2]）
- X Change Alternative2（葵塚博士[3]）
- 置き場がない!（天ノ川章至[4]）
  - やや置き場がない!（天ノ川章至[5]）
- オメルタ 〜沈黙の掟〜（劉漸[6]）
  - オメルタ CODE:TYCOON（劉漸[7]）
- 君がため、恋し乱れし月の華（葛城将景[8]）
- 君の中のパラディアーム（アンフィニ）
- コミュ -黒い竜と優しい王国-（柴天文[9]）
- 桜雪（祓川清志朗[10]）
- シークレットゲーム CODE:Revise（真島章則[11]）
  - リベリオンズ Secret Game 2nd Stage（真島章則[12]）
- 神学校 -Noli me tangere-（オーガスト・マクラウド）
  - 神学校 The Gift（オーガスト・マクラウド[13]）
- 仁義なき乙女（灰谷仁[14]）
  - 仁義なき乙女 恋恋三昧（灰谷仁[15]）
- ジンコウガクエン2（蛮）
- 新婚さん 〜Sweet Sweet honeymoon〜（小田桐斎[16]）
- スクエアな関係 〜ぼくらの恋愛心理学3〜（小早川龍司[17]）
- タペストリー -you will meet yourself-（吾妻晋平[1]）
- つばさの丘の姫王 A red and blue moon -finite loop-（ティーズ[18]）
- ツンデレ★S乙女 -sweet sweet sweet-（デウス）
- Dies irae -Also sprach Zarathustra-（ヴァレリア・トリファ）
  - Dies irae Also sprach Zarathustra -die Wiederkunft-（ヴァレリア・トリファ）
  - Dies irae 〜Acta est Fabula〜（ヴァレリア・トリファ[19]）
- DEVILS DEVEL CONCEPT（緇門斗真[20]）
- 天使ノ二挺拳銃（新沼良美）
- 桃華月憚（守東清春）
- Hello,good-bye（猪之越忍）
- ひだまりバスケット（飯田[21]）
- PersonA 〜オペラ座の怪人〜（フィリップ・ド・シャニー[22]）
- 星の王女シリーズ
  - 星の王女3 〜天・地・人の創世記〜（キク[23]）
  - 星の王女3　〜天・地・人の創世記〜 18禁追加ディスク（キク[24]）
  - 星の王女 光のつばさ（黒川悠弥[25]）
  - 星の王女 光のつばさ 18禁追加ディスク（黒川悠弥[26]）
  - 星の王女 〜宇宙意識に目覚めた義経〜（源頼朝[27]）
  - 星の王女 〜宇宙意識に目覚めた義経〜 18禁追加ディスク（源頼朝[28]）
- 真剣で私に恋しなさい!S（毛利元親[29]）
- マスカレード 〜地獄学園SO/DO/MU〜（大泉眞吾[30]）
- 魔導巧殻 〜闇の月女神は導国で詠う〜（クライス・リル・ラナハイム）[31]
- memories（小野瀬敦司[32]）
- 臨海合宿（武岡晴信）
- 痴者の夢（一条 正宗）
- 我が姫君に栄冠を（イグナシオ・カラスコ）

### OVA
- 放課後 〜濡れた制服〜 課外授業1（渋井隆司[33]）
  - 放課後 〜濡れた制服〜 課外授業2（渋井隆司[34]）
  - 放課後 〜濡れた制服〜 課外授業3 完結編（渋井隆司[35]）
- 刻音色 一の刻（詩条刹弥[36]）
  - 刻音色 二の刻（詩条刹弥[37]）

### ドラマCD
- 誘惑 (いいなり) 1 −内科医、佐橋の口吻−(佐橋)[38]
- オメルタ 〜沈黙の掟〜 ドラマCD
  - Vol.4 宇賀神編 〜湾岸トワイライトワルツ（劉漸[39]）
  - Vol.6 劉編 〜報酬なき殺人（劉漸[40]）
  - ステージソングCD Vol.2 劉漸編 「ニライカナイは遠いか[41]」
- Sweets Blossom 純也編(高坂純也)[42]
- Dies irae Verfaulen segen（ヴァレリア・トリファ[43]）
- 4色の支配者と反逆の業火 第二章 (赤の王)